# 凤头雨燕
凤头雨燕（学名：Hemiprocne coronata），是雨燕目凤头雨燕科凤头雨燕属的一种鸟类。
凤头雨燕原名为凤头树燕，2022年，“中国鸟类名录”10.0版将凤头树燕的中文名修改为凤头雨燕，以与其属名相符。

## 特征
凤头雨燕体重约29克，翼长约152.2毫米，嘴峰长约11.9毫米，喙宽度约2.9毫米，喙厚度约2毫米，跗蹠长约8.2毫米，尾长约125毫米。凤头雨燕在其分布区内为留鸟，其栖息在半开放的中等高度的林地中，食性为肉食性，主要食物来源是陆生无脊椎动物。

## 分布
印度至中国西南部、缅甸和印度支那。该物种的模式产地在印度。